# Cap dels Rocs
El Cap dels Rocs és una muntanya de 1.396 metres que es troba al municipi del Castell de l'Areny, a la comarca catalana del Berguedà.